# Tournoi de tennis de Newport Beach
Le tournoi de Newport Beach est un tournoi de tennis féminin en catégorie WTA 125 et masculin en catégorie Challenger. Créé en 2018, il se dispute sur dur en extérieur en janvier, durant la 2e semaine de l'Open d'Australie. Il fait partie de l'Oracle Challenger Series qui permet de déterminer deux joueurs américains et deux joueuses américaines obtenant l'invitation pour disputer le Masters d'Indian Wells.

## Palmarès messieurs

### Simple
| No | Date       | Nom et lieu du tournoi                  | Catégorie  | Dotation  | Surface    | Vainqueur            | Finaliste          | Score         |  |
| -- | ---------- | --------------------------------------- | ---------- | --------- | ---------- | -------------------- | ------------------ | ------------- |  |
| 1  | 22-01-2018 | Oracle Challenger Series, Newport Beach | Challenger | 150 000 $ | Dur (ext.) | Taylor Fritz         | Bradley Klahn      | 3-6, 7-5, 6-0 |  |
| 2  | 21-01-2019 | Oracle Challenger Series, Newport Beach | Challenger | 162 480 $ | Dur (ext.) | Taylor Fritz         | Brayden Schnur     | 7-67, 6-4     |  |
| 3  | 27-01-2020 | Oracle Challenger Series, Newport Beach | Challenger | 162 480 $ | Dur (ext.) | Thai-Son Kwiatkowski | Daniel Elahi Galán | 6-4, 6-1      |  |

### Double
| No | Date       | Nom et lieu du tournoi                  | Catégorie  | Dotation  | Surface    | Vainqueurs                        | Finalistes                              | Score     |  |
| -- | ---------- | --------------------------------------- | ---------- | --------- | ---------- | --------------------------------- | --------------------------------------- | --------- |  |
| 1  | 22-01-2018 | Oracle Challenger Series, Newport Beach | Challenger | 150 000 $ | Dur (ext.) | James Cerretani Leander Paes      | Treat Conrad Huey Denis Kudla           | 6-4, 7-5  |  |
| 2  | 21-01-2019 | Oracle Challenger Series, Newport Beach | Challenger | 162 480 $ | Dur (ext.) | Robert Galloway Nathaniel Lammons | Romain Arneodo Andrei Vasilevski        | 7-67, 6-4 |  |
| 3  | 27-01-2020 | Oracle Challenger Series, Newport Beach | Challenger | 162 480 $ | Dur (ext.) | Ariel Behar Gonzalo Escobar       | Antonio Šančić Tristan-Samuel Weissborn | 6-2, 6-4  |  |

## Palmarès dames

### Simple
| No | Date       | Nom et lieu du tournoi                  | Catégorie | Dotation  | Surface    | Vainqueure       | Finaliste       | Score         |         |
| -- | ---------- | --------------------------------------- | --------- | --------- | ---------- | ---------------- | --------------- | ------------- | ------- |
| 1  | 22-01-2018 | Oracle Challenger Series, Newport Beach | WTA 125   | 140 000 $ | Dur (ext.) | Danielle Collins | Sofya Zhuk      | 2-6, 6-4, 6-3 | Tableau |
| 2  | 21-01-2019 | Oracle Challenger Series, Newport Beach | WTA 125   | 150 000 $ | Dur (ext.) | Bianca Andreescu | Jessica Pegula  | 0-6, 6-4, 6-2 | Tableau |
| 3  | 27-01-2020 | Oracle Challenger Series, Newport Beach | WTA 125   | 150 000 $ | Dur (ext.) | Madison Brengle  | Stefanie Vögele | 6-1, 3-6, 6-2 | Tableau |

### Double
| No | Date       | Nom et lieu du tournoi                 | Catégorie | Dotation  | Surface    | Vainqueures                 | Finalistes                       | Score             |         |
| -- | ---------- | -------------------------------------- | --------- | --------- | ---------- | --------------------------- | -------------------------------- | ----------------- | ------- |
| 1  | 22-01-2018 | Oracle Challenger Series Newport Beach | WTA 125   | 140 000 $ | Dur (ext.) | Misaki Doi Jil Teichmann    | Jamie Loeb Rebecca Peterson      | 7-64, 1-6, [10-8] | Tableau |
| 2  | 21-01-2019 | Oracle Challenger Series Newport Beach | WTA 125   | 150 000 $ | Dur (ext.) | Hayley Carter Ena Shibahara | Taylor Townsend Yanina Wickmayer | 6-3, 7-61         | Tableau |
| 3  | 27-01-2020 | Oracle Challenger Series Newport Beach | WTA 125   | 150 000 $ | Dur (ext.) | Hayley Carter Luisa Stefani | Marie Benoît Jessika Ponchet     | 6-1, 6-3          | Tableau |